# Campionati europei di triathlon long distance del 1985
I Campionati europei di triathlon long distance del 1985 (I edizione) si sono tenuti a Almere nei Paesi Bassi.
Tra gli uomini ha vinto l'olandese Gregor Stam, mentre la gara femminile è andata alla britannica Sarah Springman.

## Risultati

### Élite uomini
| Pos. | Nome             | Paese       | Totale  |
| ---- | ---------------- | ----------- | ------- |
|      | Gregor Stam      | Paesi Bassi | 8:56:55 |
|      | Rob Barel        | Paesi Bassi | 9:05:19 |
|      | Magnus Lönnqvist | Finlandia   | 9:13:50 |

### Élite donne
| Pos. | Nome                | Paese          | Totale   |
| ---- | ------------------- | -------------- | -------- |
|      | Sarah Springman     | Regno Unito    | 10:18:53 |
|      | Gabriella Hirsemann | Germania Ovest | 10:42:03 |
|      | Carla Van Krouwel   | Paesi Bassi    | 11:15:25 |